# Dolichoderus oviformis
Dolichoderus oviformis é uma espécie de formiga do gênero Dolichoderus.